# Бауэр, Владимир Гариевич
Владимир Гарриевич Бауэр (род. 25 апреля 1969, Тбилиси) — российский поэт.
Получил высшее юридическое образование в Санкт-Петербурге, работает в юридическом отделе Государственного Эрмитажа. Участник литературного объединения под руководством Алексея Машевского. Член редколлегии журнала «Аврора».

## Творчество
Поэт, принимал участие в деятельности литературной студии Виктора Кривулина, участник международных и российских поэтических фестивалей и конкурсов. 
Стихи публиковались в литературных журналах «Звезда», «Вавилон», «Воздух», «Зинзивер», «Аврора», «Белый Ворон», «РЕЦ», «Эмигрантская лира», альманахах «Артикуляция», «Паровоз»,  на портале литературно-художественного проекта Folio Verso, поэтических коллективных сборниках «Лучшие стихи 2011 года», «Лучшие стихи 2013 года», «Антология Григорьевской премии 2012», «Собрание сочинений», «Аничков мост», «Петербургская поэтическая Формация», а также в альманахах «Urbi», «Авторник», «Стихи из семи городов», «Зелёная дверь», «Натуральное хозяйство», «Имя» и других. С 1986 года живёт в Санкт-Петербурге. Член Союза писателей Санкт-Петербурга.

## Премии и награды
- Финалист конкурса юмористической и абсурдной поэзии и малой прозы им. Даниила Хармса «Четвероногая ворона», обладатель приза зрительских симпатий (2013 г.).[2]
- Лауреат журнала «Зинзивер» в номинации «Поэзия» (2013 г.) [3]
- Финалист литературной премии «Антоновка. 40+» (2019 г.) [4]
- Финалист Поэтической премии Анны Ахматовой (2022 г.)[5]
- Победитель Всероссийской поэтическо-нумизматической премии им. Константина Вагинова (2023 г.) [6]
- Лауреат премии литературного журнала "Звезда" в номинации "Поэзия" (2024 г.) [7]

## Рецензии
- По мнению поэта Александра Леонтьева, «Владимир Бауэр — один из самых оригинальных и изобретательных современных поэтов. В отличие от многих других, главным образом московских, пересмешников, автор не цепляется только за пустые каламбуры и легкодоступные пародии, но пытается совместить, к примеру, поэтику обэриутов с восемнадцатым веком, с русским классицизмом»[8].
- Поэт Александр Вергелис о книге «Управветрами»: «Пластинка жизни кончается, игла вот-вот соскочит с дорожки. Казалось бы, темы эти, что называется, заезжены, затерты до неприличия, однако в том-то и заключается уникальность бауэровской ситуации, что на фоне его фирменного разгула, всей его лукавой арлекинады мотив обреченности, экзистенциального одиночества и заброшенности начинает звучать с особой отчетливостью и убедительностью. Привычное амплуа сибарита, циника и сластолюбца парадоксальным образом позволяет на контрасте всерьез заговорить об абсурде повседневности, о вселенском холоде («стратосферный мраз»), об ужасе неизбежного финала».[9].
- Поэт Дмитрий Чернышев о книге Terra Ciorani: «Издателям пришлось решать массу проблем. Печатать в одном месте, сшивать в другом, вырубать блоки (на обувном оборудовании!) в третьем. Третьим местом была колония УИН под Форносово, часть тиража украли заключённые, остальные экземпляры в какой-то момент конфисковало начальство: „за порнографию“. Но результат, действительно, хорош. Новая книга стихов Владимира Бауэра напечатана на чёрной бумаге в форме покосившегося, закруглённого сверху могильного камня и украшена 17-ю листами графики (художник скрылся за инициалами А. К.). Все тексты снабжены эпиграфами из работ Эмиля Чорана, самого загадочного и мрачного европейского философа XX века. В соединении с эпатажными стихами это производит сильное и неоднозначное впечатление».[10]
- Критик Оксана Богачевская о книге «ПАПА РАЦИЙ»: «Несмотря на переизбыток отмеченной выше житейской скверны, „отрыжки“ при прочтении тем не менее, не остается. Всё и все, в общем-то, на месте, — даже Мякишев, стоящий со свечой у гроба Кривулина, „как х… с лопатой“. Отчего так? Во-первых, всю эту разношерстую олейниковскую компанию случайных спутников и спутниц жизни, мелькающую на страницах книги, поэту как-то, по большей части, жалко — за их убогость, неприкаянность, обреченность. Поэтому сползания в банальный демонизм и противостояния толпе не получается <…> Воистину какая-то контрабанда привносится в постмодернистское наследие современной поэзии. Всюду такая тоска, настороженная, ждущая, что ещё чуть-чуть и — не приведи Господи! — речь пойдет о духовности».[11]
- Поэт Сергей Иванов о стихотворении «И вот ты плачешь и рыдаешь…»: «...должен признаться: у меня была, как я теперь вижу, крайне тщеславная мысль к концу этой графотерапии гордо заявить, что теперь мне все стало ясно, и провозгласить загадку Владимира Бауэра разгаданной. Теперь я вижу, что присвоить себе такую честь я не могу. <...> Утешаю себя надеждой, что на смену мне, взвалившему на себя ношу не по плечу, явятся более стойкие и проницательные, и прошу об одном: когда все выясните, расскажите мне!» [12]

## Публикации и выступления
- Владимир Бауэр на Новой литературной карте России
- Стихи Владимира Бауэра в Журнальном Зале
- Владимир Бауэр. Подборка стихов на портале литературно-художественного проекта Folio Verso
- Владимир Бауэр. Подборка стихов в журнале «Вавилон: Вестник молодой литературы», № 6 (22) 1999 г.
- Владимир Бауэр. Подборка стихов в журнале «Воздух», № 3, 2008 г.
- Владимир Бауэр. Подборка стихов в журнале «РЕЦ», № 21 (октябрь 2004 г.)
- Владимир Бауэр. Подборка стихов в журнале «Белый ворон», № 4, 2011 г. (недоступная ссылка)
- Выступление Владимира Бауэра на фестивале «Литературрентген-2011»
- Выступление Владимира Бауэра на литературном вечере «Поэты против конца света», 21.12.2012
- Стихи Владимира Бауэра в журнале «Аврора», 2019/ №1
- Культура против человека. Подборка стихов Владимира Бауэра на Литературном портале Textura. 03 августа 2019 г.
- Владимир Бауэр. Стихи в альманахе "Паровоз", №9, 2019 г.
- Владимир Бауэр. "Чиж в пещере". Подборка стихов в литературно-художественном альманахе "Артикуляция". Выпуск №11
- Владимир Бауэр. Стихи в журнале "Эмигрантская лира", №3, 2021 г.
- Александр Вергелис. "Хвалить нельзя ругать". Рецензия на книгу Владимира Бауэра "Управветрами" в журнале "Звезда", №1, 2022 г.